# 703 Noemi
Noemi (asteróide 703) é um asteróide da cintura principal, a 1,8750501 UA. Possui uma excentricidade de 0,1377622 e um período orbital de 1 171,29 dias (3,21 anos).
Noemi tem uma velocidade orbital média de 20,19760304 km/s e uma inclinação de 2,45638º.
Esse asteróide foi descoberto em 3 de Outubro de 1910 por Johann Palisa.